# Simon Wanradt
Simon Wanradt (* um 1500 in Kleve; † 1567 in Danzig) war ein deutscher lutherischer Geistlicher.
Simon Wanradt war von 1525 bis 1529 im livländischen Tartu (deutsch Dorpat) als reformatorischer Prediger aktiv. 1530 legte er in Wittenberg sein Magisterexamen ab, bevor er ins Baltikum zurückkehrte. Von 1532 bis 1536 war Wanradt Pastor der Nikolaikirche in Tallinn (Reval). 1536 musste er wegen einer Liebschaft aus der estnischen Hauptstadt flüchten. 1542 war er Prediger in Paide (Weißenstein), später in Viljandi (Fellin), Limbaži (Lemsal) und 1561 in Vilnius (Wilna). Ab 1563 war Wanradt Pastor in Danzig, wo er vier Jahre später starb.
Simon Wanradt ist vor allem für den Katechismus bekannt, den er 1535 gemeinsam mit Johann Koell in Niederdeutsch und Estnisch herausgab. Die heute noch erhaltenen elf Seiten des Werks stellen das älteste gedruckte Buchfragment in estnischer Sprache dar.